# ФК Хрватски драговољац
Ногометни клуб Хрватски драговољац, познат као НК Хрватски драговољац или само Хрватски драговољац, хрватски је фудбалски клуб из Загреба. Домаћи терен клуба је Стадион НШЦ Стјепан Спајић, који има капацитет од 5.000 гледалаца. Клупски навијачи се зову „Црни ратници”.
Од испадања из Прве лиге 2001/2002. игра у Другој лиги. Године 2008. могао је поново постати прволигаш, али је изгубио с резултатом 3 : 1 у баражу од Интера из Запрешића. Након осам година играња у Другој лиги, пласиравши се на 3. месту, клуб се поново вратио у Прву лигу Хрватске 2010. године. Међутим, већ у првој сезони (2010/2011) заузео је 16. место и вратио се у Другу лигу.

## Историја
Клуб је основан 1975. као НК Трнско ’75. Следеће године је променио назив у ОНК Нови Загреб, а у НК Нови Загреб преименовао се 1990.
Пошто је 1991. почео рат у Хрватској, многи чланови клуба су се добровољно прикључили борби. У част онима који су се борили и онима који су изгубили животе у рату, клуб је преименован у Хрватски драговољац 1994. године, када је наставио рад. Те године је усвојен нови логотип, а црна боја је изабрана за боју дресова.

### Промене имена
- НК Трнско ’75 (1975—1976)
- ОНК Нови Загреб (1976—1990)
- НК Нови Загреб (1990—1994)
- НК Хрватски Драговољац (1994—данас)

## Признања
- Друга лига Хрватске (2): 1994/1995, 2012/2013.

## Кокетирање са усташтвом
Црни дресови у којима клуб наступа од 1994. године, клупски надимак као и име клупских навијача "Црни ратници", обриси латиничног слова U у њиховом грбу (инспирисан венцем преузетим са амблема хрватске војске), као и прво бело поље у шаховници која се такође налази у њиховом клупском грбу (али са срцем унутар) јасно алудирају на прикривену усташку симболику коју овај фудбалски клуб из Загреба гаји.
Случајност или не, цела клупска управа на утакмице долази обучена потпуно у црно, у црним панталонама и црним кошуљама. Јавности је позната изајава њиховог некадашњег председника по коме је назван фудбалски стадион у Сигету (део Загреба) на ком наступа "Хрватски Драговољац", покојног Стјепана Спајића (1952-2004): Ми ћемо увијек бити етнички чист клуб. Док сам ја предсједник, Срби неће играти!
На интернет платформи Јутјуб постоји видео снимак начињен у Београду 1997. године на утакмици између Партизана и Кроацие у коме, тада председника "Хрватског Драговољца" Спајић, седећи на трибинама београдског стадиона поздравља гледаоце ХРТ са високо подигнутом десном руком, познатим нацистичким поздравом уочи и у току Другог светског рата, кога су прихватили и користили и хрватски терористички и нацисти настројени припадници усташког покрета.